# Улица Бондаренко (Ростов-на-Дону)
У́лица Бондаренко́ — улица в Ростове-на-Дону, названная в честь Героя Советского Союза Владимира Бондаренко.

## История
Заложена в качестве центральной улицы Первомайского посёлка; от своего начала именовалась Широкой, от Первомайской площади — улицей Чичерина. После окончания Великой Отечественной войны улицы были объединены и названы в честь уроженца Ростова-на-Дону Владимира Бондаренко, погибшего в боях за Крым.
Улица начинается от улицы Маркова и заканчивается, упираясь в переулок Булавина. Проходит по южной границе парка 8-го Марта. Улица двусторонняя, двухполосная на всём протяжении. На Первомайской площади улица в настоящее время разорвана территориями детских садов и школы.